# Durand (Michigan)
Pour les articles homonymes, voir Durand.
Durand est une ville du comté de Shiawassee, dans l'État du Michigan, aux États-Unis.

## Démographie
En 2020, la population était de 3 057 habitants.

## Patrimoine
- Gare Union de Durand, gare historique, transformée en musée en 1979.